# Pseudotapesia pilatii
Pseudotapesia pilatii är en svampart som beskrevs av Josef Velenovský 1939. Pseudotapesia pilatii ingår i släktet Pseudotapesia, ordningen disksvampar, klassen Leotiomycetes, divisionen sporsäcksvampar och riket svampar.   Inga underarter finns listade i Catalogue of Life.